# 魏京生
魏京生（1950年5月20日—），生於中國北京，祖籍安徽金寨，是中华人民共和国社会活动家及政治犯。曾在北京西单民主墙发表大字报——《第五個現代化：民主及其他》宣扬民主主义和《要民主還是要新的獨裁》批評鄧小平獨裁，后因反革命罪与阴谋颠覆政府罪入狱，累计坐牢时间超过十八年。1997年底流亡美国，目前担任中国民主运动海外联席会议主席和魏京生基金会主席。
1994年获瑞典奥洛夫·帕尔梅纪念奖，1994年获美国罗伯特·肯尼迪人权奖，1996年获欧洲议会萨哈罗夫思想自由奖，1998年获美国国家民主基金会民主奖。八九民运学生领袖王丹称呼他为“民主斗士”，中华民国前总统马英九称其为“民主先锋”。

## 生平

### 早年
魏京生出生于中国北京的一个干部家庭，其父魏梓林在中国人民解放军总后勤部任職。小学就读于北京育鹏小学，六年级转到建工部子弟小学，中学就读于人民大学附中。1966年文革爆发，魏京生参加了人大附中的红卫兵，屬於首都中学红卫兵联合行动委员会，并到各地串联，足跡到過新疆，開始對江青等人產生懷疑。首都红卫兵联合行动委员会被取缔以後，參加一个红卫兵合唱团，其合唱团一度准备到广州然後集体逃亡香港，但因消息走漏而解散。后全国开始大搜捕，到父親老家安徽金寨勞動时，看到大跃进時饿死人的廢墟，认为毛泽东是刽子手，并认为毛泽东人民民主专政中的民主與专政是互相矛盾的。1969年参军，1973年服役完毕。退伍后回到北京，被分派到北京動物園当电工。

### 民运生涯
1978年，一些人士在北京西单贴大字报，宣传不同政见，后来被称为民主墙运动，魏京生是其中重要一员，12月5日凌晨他署名贴出名为《第五个现代化：民主及其他》的大字报，认为自由民主比改善生活更重要，要求反省毛泽东的个人独裁和将政治民主化。他写道：“中国人民要现代化，首先必须实行民主，把中国的社会制度现代化。民主并不完全象列宁编造的那样，仅仅是社会发达的结果。它不仅是生产力和生产关系发达到一定阶段的必然产物，也是生产力和生产关系在这个发达阶段以及更加发达的阶段中得以存在的条件”。而后魏京生與杨光、路林和刘京生等人创办了《探索》杂志。
1979年3月25日，魏京生又贴出大字报《要民主还是要新的独裁》，他写道：“任何政治领导人作为个人都不应获得人民的无条件信任。假如他实行的是对人民有利的政策，他领导人民走的是通向和平繁荣的道路，我们就应当信任他，我们信任的是他的政策和他要走的道路。假如他实行的是损害人民利益的政策，他要走的是独裁和反人民的道路，人民就应当反对他。同样人民反对的是他损害人民利益和侵害人民正当权利的政策和反人民的道路。按照民主的原则，任何权威也必须在人民的反对面前低头。”他直言邓小平走的是独裁路线，是一名不折不扣的獨裁者。

### 政治犯生涯
1979年3月29日，魏京生被逮捕，并被指控“在中国对越自卫反击战刚刚开始时，主动向外国人泄露国家军事机密，并撰写反动文章和主编反动刊物《探索》”，而他10月6日在法庭上的陈词，被朋友刘青等人偷录下来，并被转成文字发表，而他朋友刘青等人也因此被逮捕。10月16日，魏京生以「反革命罪」被判刑15年，剝奪政治權利3年。经过五年的单独囚禁，魏京生后被转往唐山监狱和青海劳改农场。在狱中，魏京生给邓小平写了不少信，后保存下来并结集出版。
1992年10月5日，魏京生给中共領導人邓小平发出《对西藏前途的看法》的信，阐述自己对西藏问题的看法。
1993年9月14日在国际奥委会对北京与悉尼竞争2000年夏季奥运会主办权投票前，魏被释放。1994年2月，魏京生会见访问北京的美国国务院民主、人權和勞工事務局助理國務卿約翰·沙特克 (John Shattuck)，4月1日，他被北京警方以“收容审查”名义关押。1995年12月13日，北京市第一中级人民法院开庭公开审理魏京生案，以「阴谋颠覆政府罪」，一审判处魏京生有期徒刑14年，剥夺政治权利3年。
1996年12月10日，魏京生於在囚期間获得了由欧洲议会设立，由欧盟外交事务委员会和发展委员会颁发的萨哈罗夫奖。

### 流亡生涯
美国总统克林顿於1998年6月25日访华前半年，經由當時人質外交的操作，1997年11月16日魏京生以健康原因获释，中国政府又为了争取奥运会主办权，将魏京生以“保外就医”名义直接押送机场流放到美国。在美国期间魏京生由哥伦比亚大学提供了办公室、公寓等设备以研究与中国大陸相关的问题。
1998年，魏京生被推舉為中國民主運動海外聯席會議主席。
1998年與六四民运领袖王丹同獲美国国家民主基金会的民主奖。
魏京生在美国期间，哥伦比亚大学提供他办公室、公寓等设备以研究与中国相关的问题，中共认为由于他提出的设想有相當一部分不合時宜（如建议美国切斷与中国的经贸往来）、且在偏重形諸文字的英文學術界不能有所表述，哥伦比亚大学最终在2001年6月中止了对魏京生的財務支出。
2001年魏京生访问台湾，并且与民主進步黨前主席施明德会晤，两人畅谈海峡两岸民主与人权的发展。并于台湾出版《永遠的主題：施明德與魏京生對談錄》一书。。

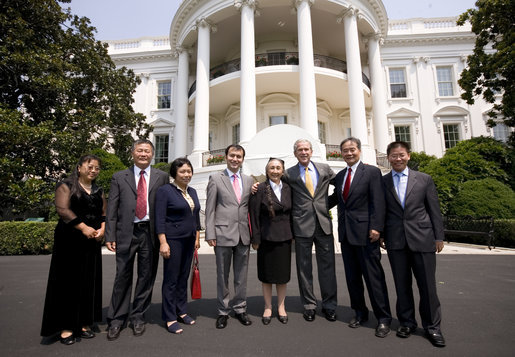
布什会见魏京生等人，於2008年7月29日。

美国总统布什在出席北京奥运会开幕式前，於2008年7月29日在白宫会见了五位来自中国大陸争取自由的活动人士。据白宫当天发布的新闻稿，这五位是吴弘达、魏京生、热比娅、龚小夏和傅希秋。布什总统表示，这次到北京出席奥运会开幕式，将給中国大陸领导人，带去有关自由的信息。中华人民共和国外交部发言人刘建超7月30日答记者问时表示，中华人民共和国对此表示强烈不满和坚决反对。
2009年與歷年來其他萨哈罗夫獲獎者呼吁緬甸當局立即释放1990年萨哈罗夫奖获得者翁山蘇姬。并与美國众议院议长南希·佩洛西2009年出访中国大陸前和魏京生探讨过这次访问。
在2010年刘晓波获得诺贝尔奖后，批评诺贝尔和平奖授予刘晓波的决定，称其他中国大陸异议人士比刘晓波更应该获奖。

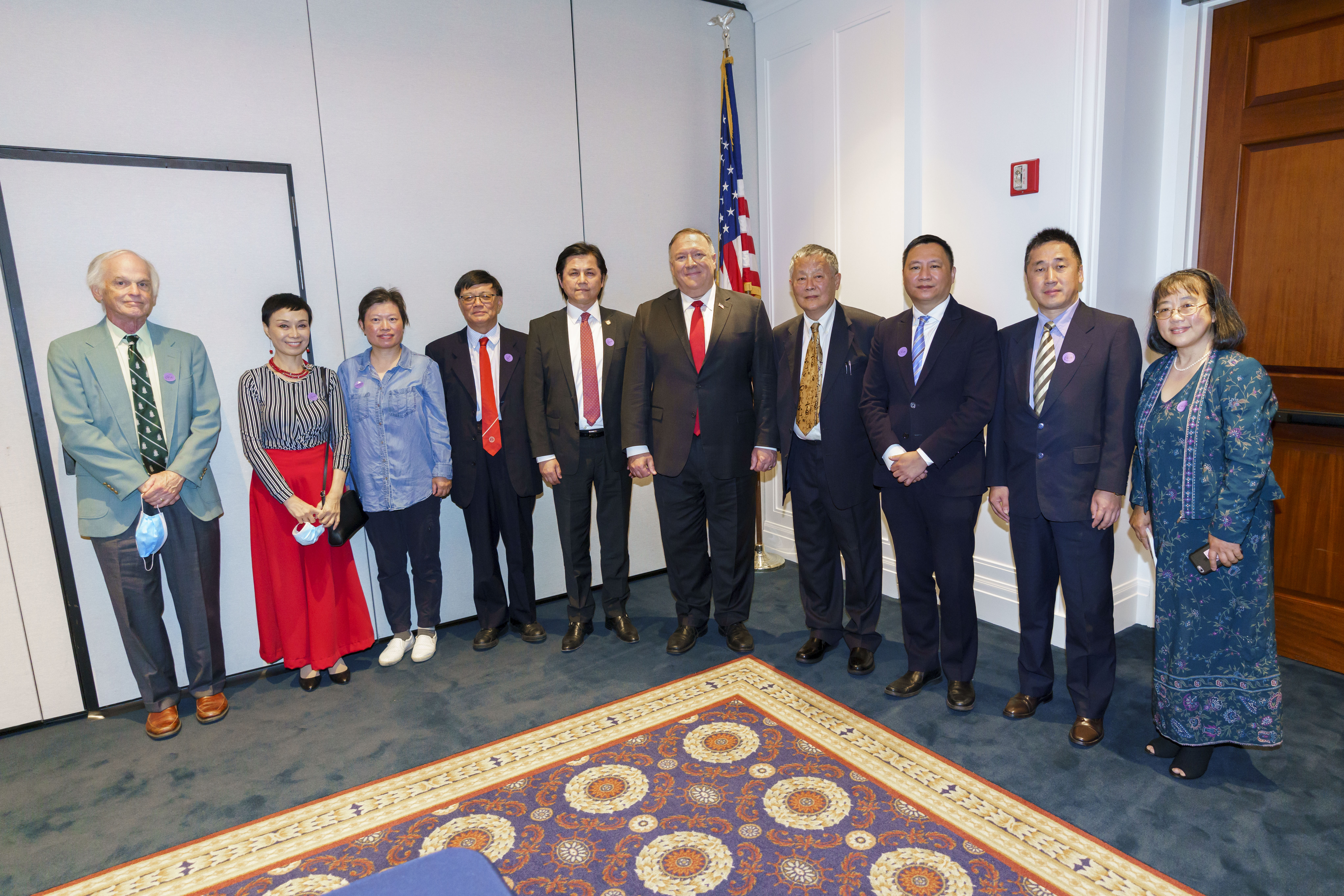
邁克·蓬佩奧、魏京生及王丹在《共產中國與自由世界的未來》演講後合照。

美國國務卿迈克·蓬佩奧於2020年7月23日在尼克松总统图书馆暨博物馆進行《共產中國與自由世界的未來》演講。在當中，他呼籲自由世界團結起來和中國人一起改變中國大陸的現況。
魏京生及王丹皆出席了演講並被點名提及。同樣被迈克·蓬佩奧邀請但因新冠病毒疫情而無法安排航班出席的羅冠聰亦有在講辭中被提及。
2023年6月7日，魏京生亲自向美国第52任眾議院議長南希·佩洛西颁发"魏京生民主人权终身奖"。

### 劉懷昭訴魏京生案
劉懷昭指遭魏京生2000年3月非自願性行為並生有一女，2019年11月6日以人身傷害為由在美國哥倫比亞特區高等法院起訴魏。案件兼有起訴魏京生基金会的执行主任黄慈萍诽谤、對劉懷昭進行蕩婦羞辱等。王炳章之子王代时為劉懷昭代理律師。

## 评价

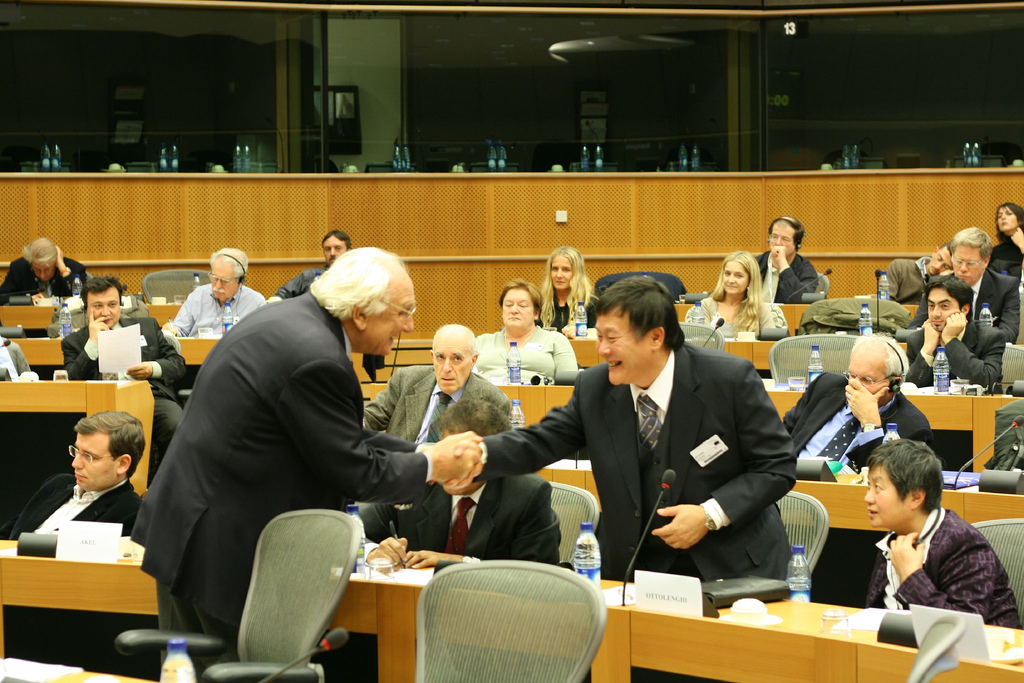
魏京生與欧洲议会議員、意大利激进党领袖馬科‧巴聶拉握手致意，於2006年12月7日。

### 正面评价
- 魏京生在1978年改革開放之初即領先風潮提出《第五个现代化：民主及其他》，因其理念被中华人民共和国政府以反革命煽动罪关押十八年左右[27]。因其於文革後率先公開呼籲民主化並遭長期關押而被西方誉为“中国的民运之父”和“中国的曼德拉”[28]。
- 曹長青在其2011年《從魏京生到劉曉波》一文中對魏京生的勇氣、智慧與做人的意志和尊嚴推崇備至。他認為魏京生當年在西單民主牆上貼出了“第五個現代化：民主及其他”直接與明確指出中共是獨裁者；呼籲民眾要靠自己的力量去追求民主之路。曹長青認為當時魏京生在貼出“第五個現代化”之前，是做了被槍斃的準備。根据曹长青所称，魏京生在多年監獄中始終沒有屈服作自我批判，顯示他堅持了“做人的意志和尊嚴”[29]。[30]

### 负面评价
中华人民共和国官方媒体新华社在1979年《首都群众坚决拥护法院对反革命犯魏京生的判决——广大群众指出：对魏犯制裁，伸张了正义，打击了邪气，保卫了四化建设，完全符合人民愿望》的报道中表示其为人处世不佳。对魏京生进行了批判：
「管理处人事科干部程沛说，魏京生被捕前曾倒卖木材、多次骗取和涂改病假条，偷窃单位介绍信，受过留团察看一年的处分。管理处领导对他进行了多次批评、教育和耐心帮助，但是，他越走越远，最后走上了背叛祖国和人民的反革命道路。老工人杨庆奎称，魏京生被捕前在其单位经常是『民主、自由』挂在嘴边，实际上经常旷工，想怎么办就怎么办，脑子裡根本没有什么组织纪律，没有法制观念，没有四项基本原则，又不接受批评教育，他走上犯罪道路是必然的。他出卖国家军事情报，恶毒诽谤无产阶级专政的国家制度，进行反革命煽动，与人民为敌，法庭的判决是完全公正合理的。共青团北京市委干部李卫东说，反革命分子魏京生是青年的败类。」

## 观点
魏京生赞同俄罗斯关于发动俄乌战争的观点，认为这是普京“为保护本民族不再遭受种族清洗”。

## 著作
- 《肯定自由・肯定民主》，[台北]联合报社，1979年[33]
- 《北京之春诗文选：《民主墙》往何去处》，[香港]平鳴出版社，1980年[34]
- 《狱中书信集》，[台北]时报文化企业股份有限公司，1997年[35]
- 《永远的主题：施明德与魏京生对谈录》，[台北]联经出版事业公司，2002